# Club Amigos de la Historieta
Club Amigos de la Historieta (CAH) fue un grupo de divulgación e investigación del cómic fundado en 1974 por Josep Mari Ávarez, Antoni Arigita, Francisco Baena, Xavier Balmaña, Josep Maria Delhom, César Díez, Jesús Díaz, Xavier Fontecha, Joan Navarro, Antoni Muzás, Vicente Sánchez, Joaquín Sendra y María Victoria Vives Arumi.

## Trayectoria
Entre enero de 1975 y diciembre de 1982 editó los 36 números de una publicación periódica informativa, el Boletín del Club Amigos de la Historieta, que coordinaban Delhom y Navarro. También impulsó el primer catálogo del cómic español.
En 1977 recibieron el premio del Diario de Avisos a la "Mejor labor pro historieta".